# ФК Ла Фјорита
ФК Ла Фјорита (итал. Società Polisportiva La Fiorita), је фудбалски клуб из Сан Марина који се такмичи у Првенству Сан Марина. Играју на стадиону Игор Крескентини, који има капацитет од 100 места.

## Историја
Ла Фјорита је основана 1967. године. Клуб је три пута освојио Првенство Сан Марина, три пута је победио у купу, а једном и у суперкупу Сан Марина.
Освајањем купа у сезони 2011/12. стекли су право да први пут играју у неком од европских такмичења. Дебитовали су у Лиги Европе у сезони 2012/13., али су испали у првом коло од летонског Лијепајас Металургса укупним резултатом 6:0 (2:0 и 4:0). И следеће сезоне захваљујући купу су се такмичили у првом колу, али су поново испали, овог пута од Валете са Малте. Малтежани су победили са 3:0 у Сан Марину и са 1:0 у Валети.
У сезони 2013/14 постали су прваци Сан Марина и тако стекли су право да по први пут наступају у Лиги шампиона.

## Успеси клуба
- Првенство Сан Марина:

Првак (3) : 1986/87, 1989/90, 2013/14.
- Куп Сан Марина:

Освајач (7) : 1986, 2012, 2013, 2016, 2018, 2021, 2024
- Трофеј федерације Сан Марина (Trofeo Federale)

Освајач (3) : 1986, 1987, 2007.
- Суперкуп Сан Марина:

Освајач (1) : 2012

## Учешће у европским такмичењима
| Сезона  | Такмичење     | Ниво       | Држава   | Екипа              | Дом. | Гост | Резултат | УЕФА коеф. |
| ------- | ------------- | ---------- | -------- | ------------------ | ---- | ---- | -------- | ---------- |
| 2012/13 | Лига Европе   | 1 коло кв. | Летонија | Лиепајас Металургс | 0:2  | 0:4  | 0:6      | 0,0        |
| 2013/14 | Лига Европе   | 1 коло кв. | Малта    | Валета             | 0:3  | 0:1  | 0:4      | 0,0        |
| 2014/15 | Лига шампиона | 1 коло кв. | Естонија | Левадија Талин     | 0:1  | 0:7  | 0:8      | 0,0        |

Укупан УЕФА коефицијент клуба је 0,0.